# 17945 Hawass
17945 Hawass este un asteroid din centura principală de asteroizi.

## Descriere
17945 Hawass este un asteroid din centura principală de asteroizi. A fost descoperit pe 14 mai 1999 la Reedy Creek de John Broughton. El prezintă o orbită caracterizată de o semiaxă mare de 2,57 ua, o excentricitate de 0,10 și o înclinație de 2,2° în raport cu ecliptica.